# Kruta voščika
Kruta voščika (lat. Ceratophyllum demersum), vodena trajnica iz roda voščika, jedna od pet ili šest vrsta u porodici voščikovki, i najrasprostranjenija među svim njezinim vrstama.
Kruta voščika raste po svim kontinentima, a u Hrvatskoj u plitkim stajaćim ili sporim tekućim vodama, plitkim dijelovima jezera i kanalima.

## Podvrste
1. Ceratophyllum demersum f. missionis (Wight & Arn.) Wilmot-Dear
2. Ceratophyllum demersum var. apiculatum (Cham.) Asch.
3. Ceratophyllum demersum var. demersum
4. Ceratophyllum demersum var. inerme J.E. Gay ex A. Radcliffe-Smith

- C. demersum
- C. demersum
- C. demersum